# Libby (Montana)
Libby es una ciudad ubicada en el condado de Lincoln en el estado estadounidense de Montana. En el Censo de 2020 tenía una población de 2,775 habitantes y una densidad poblacional de 581.76 personas por km².

## Geografía
Libby se encuentra ubicada en las coordenadas 48°23′11″N 115°33′24″O / 48.38639, -115.55667. Según la Oficina del Censo de los Estados Unidos, Libby tiene una superficie total de 5.04 km², de la cual 4.95 km² corresponden a tierra firme y (1.8%) 0.09 km² es agua.

## Demografía
Según el censo de 2010, había 2628 personas residiendo en Libby. La densidad de población era de 521,42 hab./km². De los 2628 habitantes, Libby estaba compuesto por el 95.93% blancos, el 0.11% eran afroamericanos, el 1.1% eran amerindios, el 0.42% eran asiáticos, el 0.04% eran isleños del Pacífico, el 0.34% eran de otras razas y el 2.05% pertenecían a dos o más razas. Del total de la población el 2.51% eran hispanos o latinos de cualquier raza.